# Gräsgölen, Småland
Gräsgölen är en sjö i Nybro kommun i Småland och ingår i Alsteråns huvudavrinningsområde.